# Hangzhou Open
Lo Hangzhou Open è un torneo di tennis facente parte del ATP Tour 250 giocato a Hangzhou, in Cina, su campi in cemento del Hangzhou Olympic Sports Expo Center. Questo torneo ha rimpiazzato lo Zhuhai Championships.

## Albo d'oro

### Singolare
| Anno | Vincitore   | Finalista     | Punteggio      |
| ---- | ----------- | ------------- | -------------- |
| 2024 | Marin Čilić | Zhang Zhizhen | 7–6(5), 7–6(5) |

### Doppio
| Anno | Vincitori                                    | Finalisti                          | Punteggio           |
| ---- | -------------------------------------------- | ---------------------------------- | ------------------- |
| 2024 | Jeevan Nedunchezhiyan Vijay Sundar Prashanth | Constantin Frantzen Hendrik Jebens | 4–6, 7–6(5), [10–7] |